# Arnshöfen

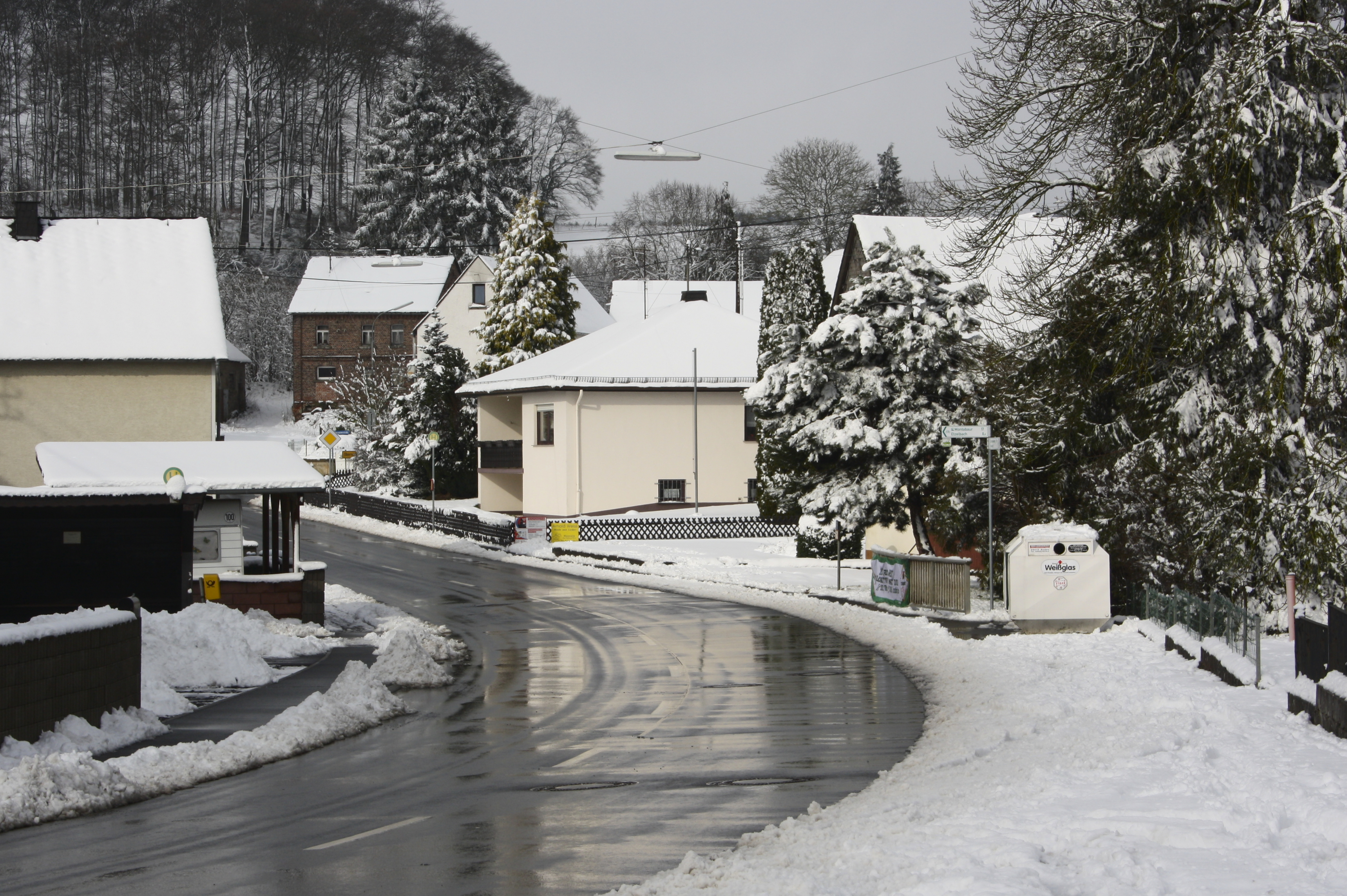
Die Hauptstraße von Arnshöfen (2020)

Arnshöfen ist eine Ortsgemeinde im Westerwaldkreis in Rheinland-Pfalz. Sie gehört der Verbandsgemeinde Wallmerod an.

## Geographie
Arnshöfen liegt im Westerwald zwischen Hachenburg im Norden, Westerburg im Ostnordosten, Montabaur im Süden und Selters im Westen. Durch den Ort fließt der Kleine Saynbach. Es befindet sich etwas südsüdöstlich der Westerwälder Seenplatte.
Auf dem 1,5 km nordnordwestlich des Dorfs gelegenen Helleberg (491 m ü. NHN) steht seit 1998 ein Aussichtsturm.
Die Ortsteile der Gemeinde sind: Arnshöfen, Etzelbach und Niederarnshöfen (Niederdorf).

## Geschichte
Der Ort Arnshöfen wurde im Jahr 1525 erstmals urkundlich erwähnt. Er bestand ursprünglich aus den vier Ortsteilen Arnshöfen, Etzelbach, Maisenburg und das Niederdorf bzw. Niederarnshöfen. Der Ort bildete die Grenze zwischen den katholischen Kirchspielen Salz und Meudt, die Ortsteile Arnshöfen und Niederarnshöfen gehörten deshalb zur Pfarrei Weidenhahn, Etzelbach und Maisenburg zur Pfarrei Hahn. 
Bevölkerungsentwicklung
Die Entwicklung der Einwohnerzahl von Arnshöfen, die Werte von 1871 bis 1987 beruhen auf Volkszählungen:
| Jahr | Einwohner |
| ---- | --------- |
| 1780 | 71        |
| 1835 | 121       |
| 1871 | 135       |
| 1905 | 159       |
| 1939 | 124       |

| Jahr | Einwohner |
| ---- | --------- |
| 1950 | 122       |
| 1961 | 130       |
| 1970 | 137       |
| 1987 | 139       |
| 1997 | 161       |

| Jahr | Einwohner |
| ---- | --------- |
| 2005 | 159       |
| 2011 | 152       |
| 2017 | 140       |
| 2023 | 175       |

## Politik

### Bürgermeister
Michaela Hehl wurde am 18. Juli 2019 Ortsbürgermeisterin von Arnshöfen. Bei der Direktwahl am 26. Mai 2019 war sie mit einem Stimmenanteil von 64,58 % für fünf Jahre gewählt worden. Bei der Direktwahl am 9. Juni 2024 wurde sie mit 71,4 % der Stimmen ohne Gegenkandidaten im Amt bestätigt.
Hehls Vorgänger Heribert Metternich hatte das Amt 25 Jahre ausgeübt.

### Wappen
| Wappen von Arnshöfen | Blasonierung: „Unter silbernem Wellenschildhaupt, darin ein durchgehendes geschaffenes rotes Kreuz, in Blau vor einer erniedrigten silbernen Leiste eine goldene Garbe mit 4 Ähren.“ |
| Wappen von Arnshöfen | |

## Verkehr
Direkt durch den Ort verläuft die Bundesstraße 8, die Altenkirchen (Westerwald) und Limburg an der Lahn verbindet. Die nächste Autobahnanschlussstelle ist Montabaur an der Bundesautobahn 3 (Köln–Frankfurt am Main), etwa 12 Kilometer entfernt. Der nächstgelegene ICE-Halt ist der Bahnhof Montabaur an der Schnellfahrstrecke Köln–Rhein/Main.